# Kotomitsuki Keiji
Kotomitsuki Keiji (琴光喜 啓司), de son vrai nom Keiji Tamiya (田宮 啓司, Tamiya Keiji), né le 11 avril 1976 à Okazaki dans la préfecture d'Aichi, est un lutteur japonais de sumo. Il a atteint le grade d'ōzeki en juillet 2007, après avoir remporté 35 combats dans les trois tournois précédents.

## Carrière
Kotomitsuki a eu une brillante carrière en sumo universitaire, remportant 27 titres nationaux amateur à l'université du Japon. Il a fait son début professionnel en mars 1999. En raison de sa réussite en tant qu'amateur, il lui a été permis de démarrer directement en makushita, au rang de tsukedashi. Il a été promu en première division, la makuuchi, en mai 2000 mais a manqué le tournoi pour cause de blessure. Pour son retour, trois tournois plus tard, il réalisa un score exceptionnel de 13 victoires pour deux défaites. Chose rare : les trois prix spéciaux lui ont été attribués. Il a immédiatement été promu au rang de sekiwake.
Kotomitsuki a remporté son premier et jusqu'à présent seul yūshō de makuuchi en septembre 2001, en tant que maegashira. Il a gagné avec un score de 13-2 dans un tournoi qui a vu seulement un ōzeki et un yokozuna faire les quinze jours du tournoi. Il a depuis terminé deuxième (jun-yūshō) à six reprises.
Kotmitsuki détient le record du plus grand nombre de tournois passés au rang de sekiwake de l'ère moderne. Bien qu'il n'ait gagné que quatre combats lors de son premier passage à ce rang, il y a été pour un total de 22 tournois, dont onze consécutifs entre novembre 2005 et juillet 2007. Il a été san'yaku dans chaque tournoi (mis à part pour un) depuis mars 2004. Pendant la majeure partie de ce temps, il ne réalisait pas de performances exceptionnelles, enchaînant les 8-7.
En mai 2007, l'ōzeki Tochiazuma ayant annoncé son arrêt de la compétition, et Hakuhō ayant été promu yokozuna, il n'y avait plus que trois ōzeki sur le banzuke, et Kotomitsuki était en lice pour la promotion. Il a réalisé un 10-5 en mars puis un 12-3 (jun-yūshō) en mai. L'association de sumo lui a alors dit que 12 victoires au tournoi suivant lui assureraient sa promotion. En juillet 2007, Kotomitsuki a remporté 13 de ses combats, battant le yokozuna Hakuhō et finissant de nouveau jun-yūshō, dauphin cette fois d'Asashoryu.
La promotion au grade d'ōzeki de Kotomitsuki est confirmée le 25 juillet 2007. Après avoir manqué la promotion en 2002 à cause de blessures, Kotomitsuki a été vu par ses détracteurs comme n'ayant pas suffisamment de volonté et légèrement trop âgé pour atteindre le statut d’ōzeki. Pour comparaison, l’ōzeki Tochiazuma (maintenant retraité) est le cadet de Kotomitsuki de 7 mois. À l'âge de 31 ans et 3 mois, Kotomitsuki leur a prouvé le contraire, devenant le lutteur de l'ère moderne le plus âgé à devenir ōzeki.
Le 20 mai 2010, le magazine Shūkan Shinchō affirme que Kotomitsuki est impliqué dans une affaire de paris illégaux sur le baseball avec des yakuzas. La JSA annonce le 28 juin qu'elle exclut le lutteur. Avec lui sont finalement suspendus dix-huit autres lutteurs également impliqués, alors que le maître de l'écurie Ōtake (大嶽部屋, Ōtake-beya), Tadashige Naya (納谷 忠茂, Naya Tadashige), connu sous le nom de Takatōriki (貴闘力), est exclu.

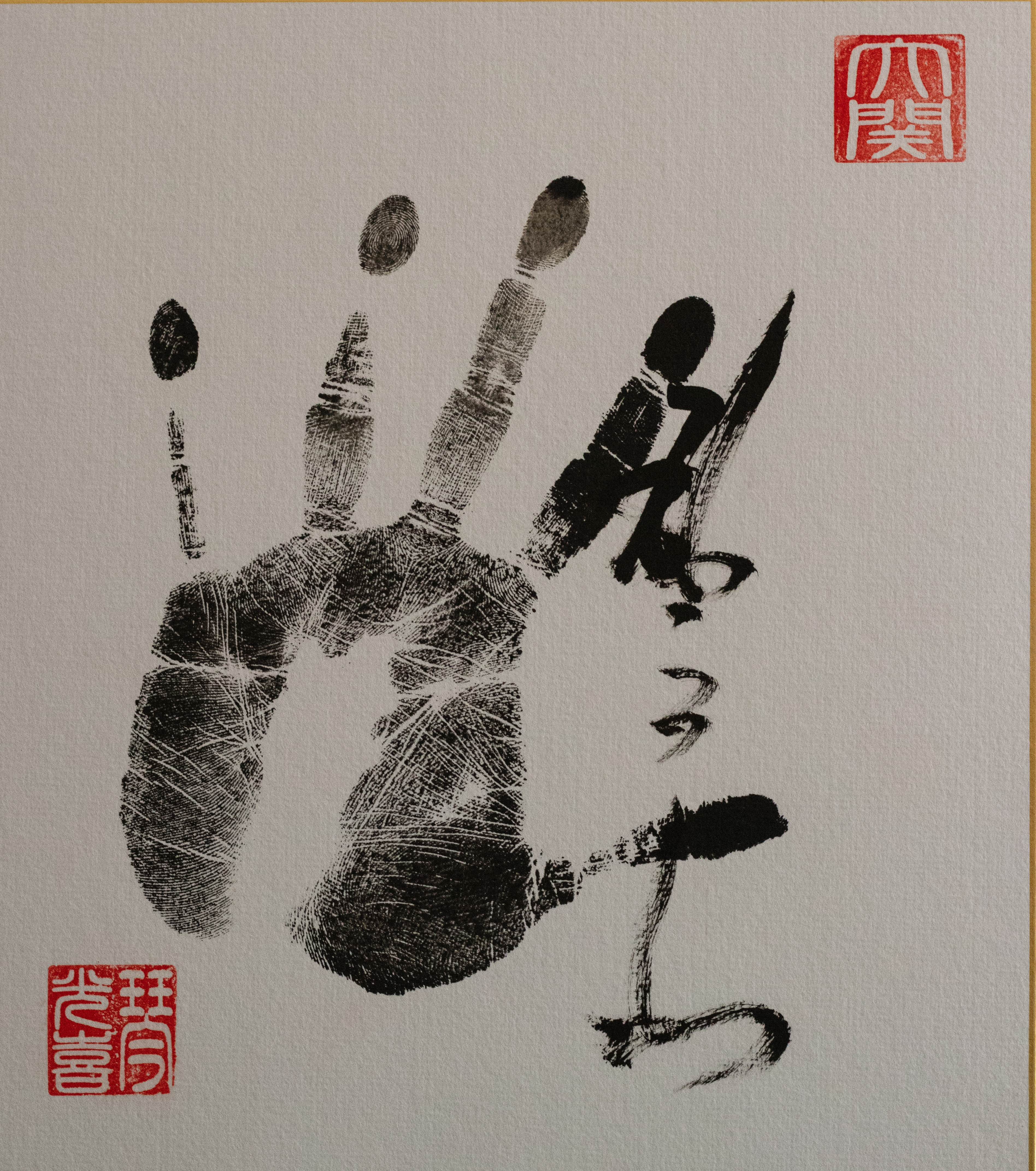
Tegata originale de Kotomitsuki

## Après carrière
Kotomitsuki est arrêté le 4 décembre 2013 pour avoir embauché dans son restaurant de barbecue à Nagoya deux employés étrangers sans visa valide.

## Yūshōdemakuuchiremporté
- Aki Basho 2001 en tant que maegashira 2 : 13-2